# Samsul Arifin
Samsul Arifin (sinh ngày 10 tháng 5 năm 1985) là một cầu thủ bóng đá người Indonesia hiện tại thi đấu cho Persela Lamongan ở Liga 1 ở vị trí Hậu vệ.